# Софи (музыкант)
Софи́ Ксео́н (англ. Sophie Xeon; 17 сентября 1986, Глазго — 30 января 2021, Афины), известная мононимно как Софи́ (англ. Sophie; стилизовано под маюскул) — шотландская певица из Великобритании, продюсер, автор песен и диджей. Известна своими синтезированными и «гиперкинетическими» композициями, такими как «Bipp» (2013) и «Lemonade» (2014). Её сборник «Product» вышел в 2015. Дебютный альбом «Oil of Every Pearl’s Un-Insides», который впоследствии был номинирован на Грэмми в категории Лучший танцевальный/электронный альбом, вышел в 2018. Она работала с исполнителями лейбла PC Music, включая A. G. Cook и GFOTY, а также была продюсером таких музыкантов, как Мадонна, Charli XCX, Vince Staples, Let’s Eat Grandma, Ким Петрас, Flume, Namie Amuro, Леди Гага и Itzy.
17 сентября 2024 года, Google выпустил дудл, посвященный её дню рождения, использующий трек Immaterial из дебютного альбома Oil of Every Pearl’s Un-Insides, что вызвало удивление у некоторых фанатов[уточнить].

## Биография
Софи родилась 17 сентября 1986 года в городе Глазго в Шотландии. Имя при рождении — Сэмюэль Лонг (англ. Samuel Long).
Отец Софи ставил кассеты с электронной музыкой в машине и брал Софи на рейвы, когда она была совсем маленьким ребёнком, впоследствии чего быстро увлеклась музыкой. В интервью Lenny Letter, Софи заявила, что в детстве проводила всё свое время, слушая и крадя эти кассеты из машины. Получив в подарок на день рождения синтезатор, Софи заинтересовалась созданием своей музыки. В возрасте девяти или десяти лет Софи выразила желание бросить школу, чтобы стать продюсером электронной музыки (родители Софи этого не разрешили). Софи продолжала создавать музыку на протяжении всего подросткового возраста, регулярно заявляя: «Я запрусь в своей комнате, пока не сделаю альбом». Сводная сестра попросила Софи стать диджеем на её свадьбе; позже Софи призналась, что сводная сестра «не знала, что я делаю в своей комнате одна» и решила, что Софи — диджей. Примерно в это время Софи научилась диджеингу в дополнение к продюсированию.
Софи умерла 31 января 2021 года в доме, где она проживала в Афинах, после несчастного случая. По сообщению её лейбла, она «забралась повыше, чтобы посмотреть на полную луну, поскользнулась и упала».

## Звук и стиль
В основном Софи использовала Elektron Monomachine и Ableton Live для создания музыки, где делала различные звуки, похожие на «латекс, воздушные шары, пузыри, металл, пластик и эластичные материалы». Как отметили в AllMusic, «гиперкинетическое звучание» SOPHIE имеет «сюрреалистическое, искусственное качество», из-за частого использования обработанных женских голосов с неестественно высоким звучанием и «сахарных синтезированных текстур». Газета The New York Times описала музыку музыканта, как «забавную […], но также как и приглашение рассмотреть поп-музыку как стиль — его структуру, гендерные ожидания и коммерческий статус…». Когда «Billboard» спросил у Софи, в каком жанре она создавала музыку, она ответила «рекламирование» (advertising).
Ранним визуальным рядом к музыке Софи были красочные изображения, которые она называла «домашней молекулярной варкой» (Homemade Molecular Cooking). На обложках её синглов зачастую были изображены объекты из пластика или других индустриальных материалов — эта идея зародилась после разговора Софи с Джоном Робертсом, её другом и электронным музыкантом.

## Память
Рабочая группа по названиям звёзд (англ. «IAU Working Group on Star Names») переименовала астероид «(10026) 1980 RE1» (открыт чешским астрономом Антонином Мркосом в 1986 году) на «Sophiexeon», при этом назвав её влиятельной певицей, автором песен, продюсером, а также пионером в электронной музыке, чей футуристический стиль «изменил ландшафт поп-музыки в начале XXI века».
В Ableton Live 12 появилась тема "Immaterial", выполненная в цветах трансгендерного флага. Так в компании негласно почтили память SOPHIE.

## Дискография
Альбомы
- Nothing More To Say (2013)
- Product (2015)
- Oil of Every Pearl’s Un-Insides (2018)
- Oil of Every Pearl’s Un-Insides Non-Stop Remix Album (2019)
- Sophie (2024)

## Награды и номинации
| Год  | Премия                       | Категория                              | Работа                                                 | Результат |
| ---- | ---------------------------- | -------------------------------------- | ------------------------------------------------------ | --------- |
| 2018 | AIM Independent Music Awards | UK Breakthrough of the Year            | SOPHIE (как музыкант)                                  | Номинация |
| 2018 | AIM Independent Music Awards | Innovator Award                        | SOPHIE (как музыкант)                                  | Победа    |
| 2018 | AIM Independent Music Awards | Independent Album of the Year          | «Oil of Every Pearl’s Un-Insides»                      | Номинация |
| 2019 | Грэмми                       | Лучший танцевальный/электронный альбом | «Oil of Every Pearl’s Un-Insides»                      | Номинация |
| 2019 | Libera Award                 | Best Dance/Electronic Album            | «Oil of Every Pearl’s Un-Insides»                      | Номинация |
| 2020 | AIM Independent Music Awards | Best Creative Packaging                | «Oil of Every Pearl’s Un-Insides Non-Stop Remix Album» | Номинация |